# Ben Guntenaar

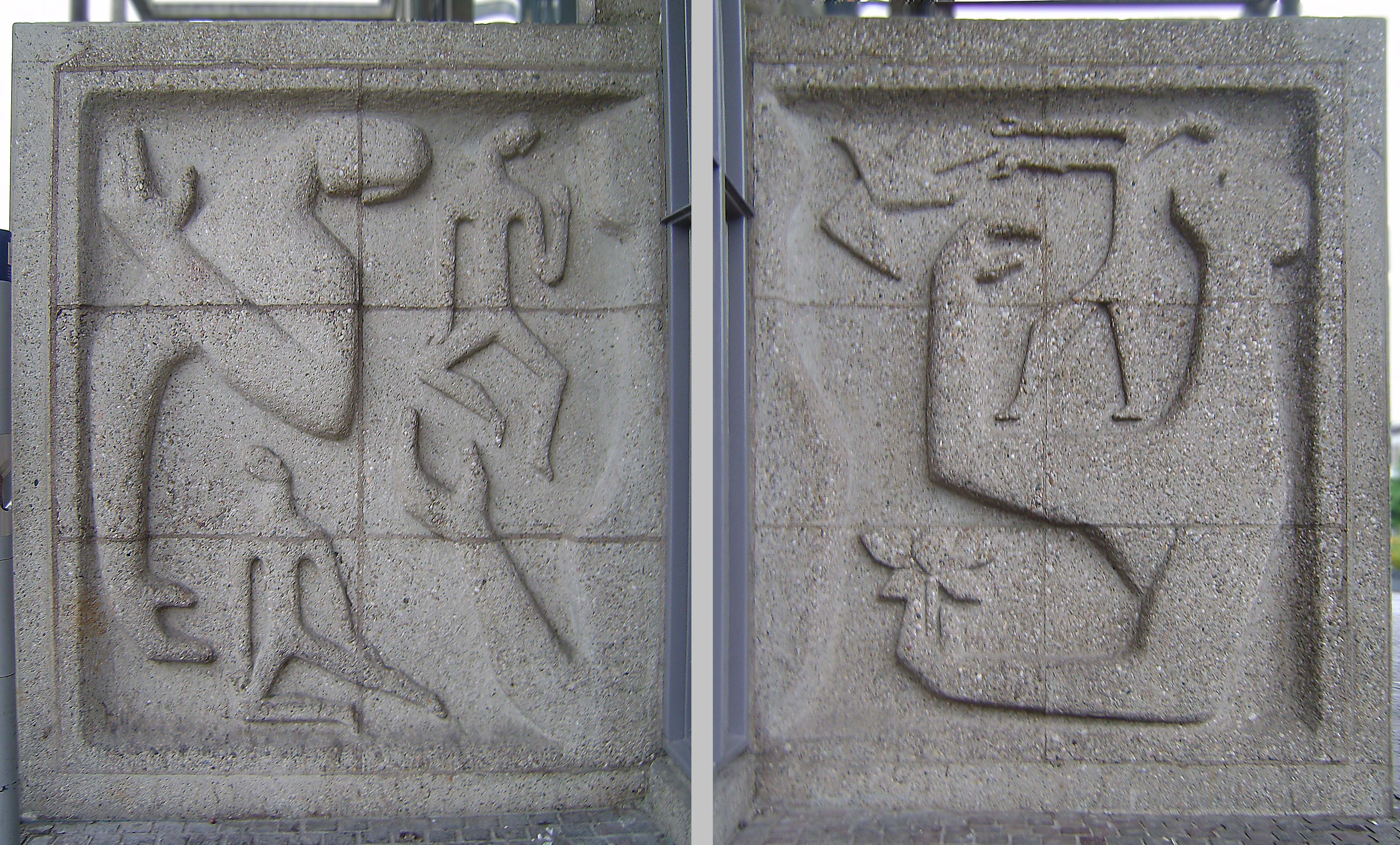
Reliefs von Ben Guntenaar, 1952 im Eingang der Station Zutphen.

Ben Guntenaar (* 12. Januar 1922 in Huizen, Niederlande; † 8. Mai 2009 in Paussac-et-Saint-Vivien, Frankreich) war ein niederländischer Bildhauer.

## Leben und Werk
Guntenaar studierte von 1942 bis 1945 Bildhauerei bei Jan Bronner an der Rijksakademie van beeldende kunsten in Amsterdam. Mit den Bildhauern Hans Verhulst, Carel Kneulman, Shinkichi Tajiri und Wessel Couzijn war er Mitbegründer der Groep Amsterdam (deutsch: Gruppe Amsterdam). Anfänglich arbeitete Guntenaar figürlich mit den Materialien Holz, Bronze, Sandstein oder Travertin, ab 1975 wurde sein Stil abstrakter und minimalistischer.
Von 1960 bis 1969 arbeitete Guntenaar nahe Amsterdam und war, zusammen mit Jos Wong Lung Hing, zeitweise Dozent an der Gerrit Rietveld Academie, und gleichermaßen in Paussac-et-Saint-Vivien im französischen Département Dordogne. Dort suchte er in einem Steinbruch geeignete Werksteine häufig gemeinsam mit Steinmetzen aus, um aus deren Erfahrungen und Praktiken zu lernen. Des Öfteren verwendete er auch härtere Gesteine, beispielsweise Marmor.
Von 1986 an lebte er dauerhaft in Frankreich, wo er 2009 verstarb. 11 Tage danach starb auch seine Frau Jos Long Wung Wong (1928–2009).

## Werke im Öffentlichen Raum (Auswahl)
- 1949 Jongeren (vier Stein-Reliefs), Hoornsestraat und Nibbixwoudstraat in Amsterdam
- 1952 Ohne Titel (Reliefs), Bahn-Station der NS in Zutphen
- 1952 Sportmonument, Mondriaanlaan in Wageningen
- 1959 Het Bos, Bibliotheek Vertigo der Technische Universiteit Eindhoven in Eindhoven
- 1970 Drei Pilonen, Spinnekop – Molenwijk in Amsterdam
- 1975 Verlagerung, Churchilllaan in Amsterdam
- Plastische Zeichen in Stein, Confuciusplein in Amsterdam
- Die Flügel, Maarsse & Kroon/Anjerhof in Aalsmeer (2010 aufgestellt)
- 1987 Ohne Titel, Zaanenpark in Haarlem